# Volta ao Alentejo de 2015
A 33 edição da Volta ao Alentejo foi disputada entre 25 e 29 de março de 2015. O vencedor foi o ciclista polaco Pawer Bernas.

## Equipas
| Equipa                                        |
| --------------------------------------------- |
| W52-Quinta da Lixa                            |
| Rádio Popular-Boavista                        |
| LA Alumínios-Antarte                          |
| Efapel                                        |
| Louletano-Ray Just Energy                     |
| Team Tavira                                   |
| Anicolor                                      |
| Maia - Bicicletas Andrade                     |
| Cartaxo - C.C. JM Nicolau                     |
| Liberty Seguros-Carglass                      |
| Sicasal-Constantinos-Udo                      |
| Usa Cycling                                   |
| Team Optum                                    |
| USA Cycling                                   |
| Team Ecuador                                  |
| Euskadi                                       |
| . Fundacion Euskadi                           |
| Activejet Team                                |
| [Team Coop-Oster Hus]]                        |
| Team Fix-it.No                                |
| Euskadi - Edp                                 |
| Murias - Taldea                               |
| Lokosphinx                                    |
| Metec-TKH Continental Cycling Team P/B Mantel |

## Etapas
| Etapa | Data        | Percurso                             | Distância | Tipo | Tipo                 | Vencedor       |
| ----- | ----------- | ------------------------------------ | --------- | ---- | -------------------- | -------------- |
| 1ª    | 25 de Março | Portalegre-Castelo de Vide           | 143 km    |      | Etapa Média-Montanha | James Oram     |
| 2ª    | 26 de Março | Castelo de Vide-Mora                 | 152,5 km  |      | Etapa Plana          | Manuel Cardoso |
| 3ª    | 27 de Março | Portel-Mértola                       | 189,6 km  |      | Etapa Plana          | Johim Ariesen  |
| 4ª    | 29 de Março | Aljustrel-Vila Nova de Santo André   | 143,7 km  |      | Etapa Plana          | Pawel Bernas   |
| 5ª    | 29 de Março | Alcácer do Sal-Reguengos de Monsaraz | 175,1 km  |      | Etapa Plana          | Johim Ariesen  |

## Palmarés
| Ano | Vencedor | Segundo | Terceiro |
| --- | -------- | ------- | -------- |

## Ligações Externas
- «Sítio Oficial»
- «Volta ao Alentejo na biciclopedia.com»
- «Ficha no sítio sitiodeciclismo.net» (em espanhol)